# Thomas Ravenscroft
Thomas Ravenscroft (c. 1582 o 1592 — 1635), fue un compositor, teórico y editor inglés notable por sus cánones, y especialmente por recopilar colecciones de música folclórica británica.
Es probable que haya cantado en el coro de la catedral de San Pablo desde 1594, ya que los registros de ese año incluyen a un "Thomas Raniscroft". Se conoce, sin embargo, que permaneció allí hasta alrededor del 1600, bajo la dirección de Thomas Giles. Recibe su grado de bachiller de la Universidad de Cambridge en 1605.

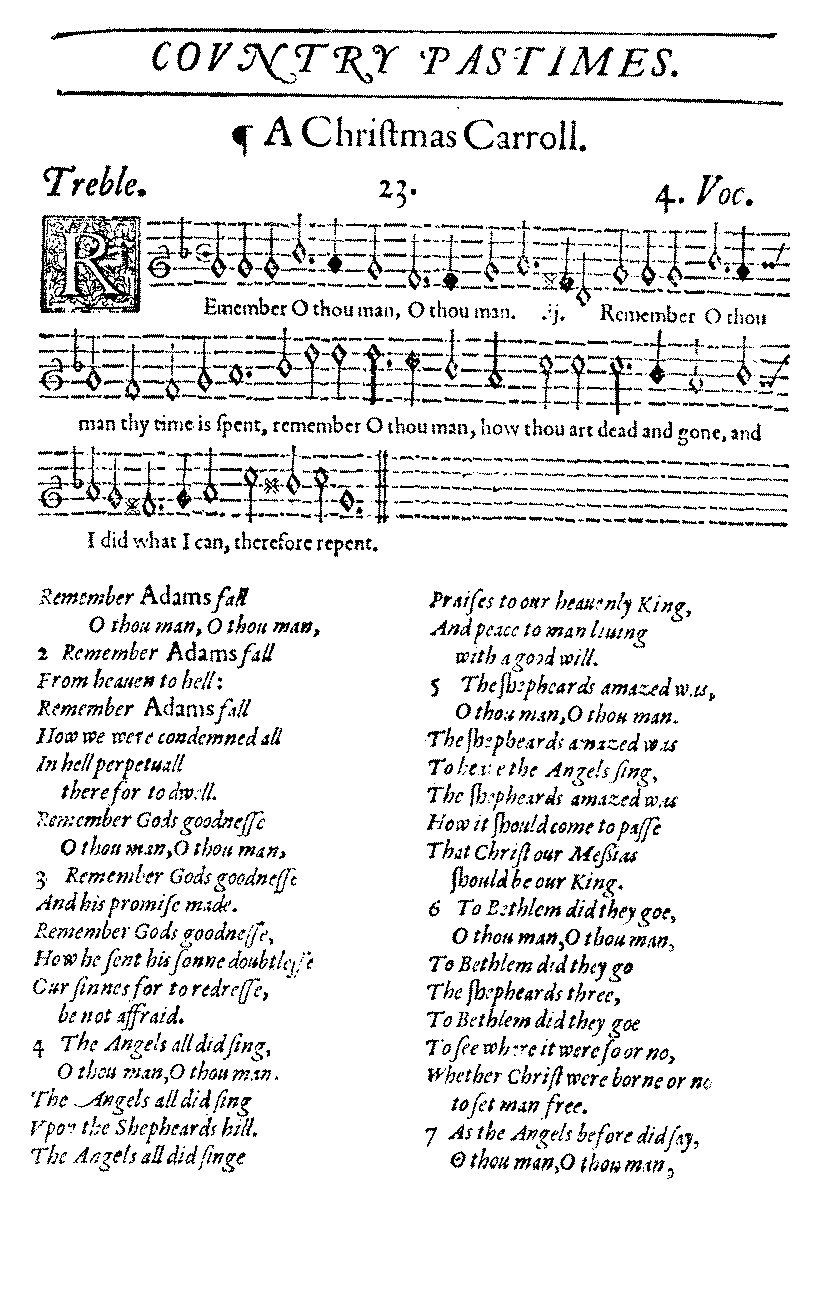
Remember O Thau Man, popular Villancico editado en Melismata (1611).

Entre las principales contribuciones de Ravenscroft se cuentan sus colecciones de música popular, incluyendo rondas, reclamos de vendedores, freeman´s songs y otras piezas anónimas, en tres obras:
- Pammelia, (1609)
- Deuteromelia (1609)
- Melismata (1611).

Algunas de las piezas que él compiló adquirieron extraordinaria fama, aunque su nombre raramente es asociado con la música: por ejemplo "Tres ratones ciegos" (Three Blind Mice) aparece por primera vez en Deuteromelia. 
También publicó una recopilación de himnos (The Whole Booke of Psalmes) en 1621.
Como compositor, sus obras han sido mayormente olvidadas, pero incluyen 11 himnos, 3 motetes para tres voces, y 4 fantasías para violas.
También escribió dos tratados de teoría de la música: 
A Briefe Discourse of the True (but Neglected) Use of Charact'ring the Degrees ... (Londres, 1614), y 
Tratado de Música. Este último permanece manuscrito (no publicado).

## Historia
Wiki media